# Klein Kwartier
Klein Kwartier – osada (buurt)  w dzielnicy Seru Lora miasta Willemstad, w dystrykcie Willemstad, w kraju autonomicznym Curaçao, należącym do Holandii, w Ameryce Południowej. 20 października 2023 r. liczyła 730 mieszkańców. Zarówno pod względem liczby mieszkańców jak i powierzchni jest największą osadą w dzielnicy.  